# Jogo eletrônico de tiro em arena
Jogos eletrônicos de tiro em arena (do inglês: arena shooters) são um subgênero de jogos eletrônicos de tiro e multijogador que inclui jogos em primeira pessoa e em terceira pessoa. Estes jogos enfatizam movimentos rápidos e estágios fechados que encorajam interações entre jogadores.

## Jogabilidade
Jogos de tiro em arena são jogos de tiro multijogador com várias características principais. Os jogadores começam com um equipamento básico que pode ser atualizado por meio de armas e melhorias contidas em determinados pontos de um mapa. Os jogos de tiro em arena podem adotar mecânicas de movimento que permitem uma jogabilidade habilidosa, como desviar de tiros, usar explosões de mísseis para saltar mais alto ou usar itens para se mover rapidamente pelo mapa. Essas mecânicas geralmente são combinadas com uma velocidade de movimento relativamente rápida. Os mapas dos jogos de tiro em arena são estruturados de forma a facilitar a interação e o combate entre os jogadores, muitas vezes utilizando elementos como portais ou plataformas de salto para oferecer opções adicionais de movimentação.

## História
A história dos jogos de tiro em arena remonta aos primórdios dos jogos de tiro em primeira pessoa, com o primeiro jogo de tiro moderno, Wolfenstein 3D (1992), que estabeleceu o fundamento básico da mecânica dos jogos de tiro, que mais tarde foi replicada em jogos futuros. Nesses primeiros jogos de tiro, as armas eram seguradas e apontadas no meio da tela e não exigiam que o jogador recarregasse. Doom (1993) apresentava uma jogabilidade mais rápida e mais ação na tela. Esse estilo de jogabilidade continuaria na era 3D, com Quake (1996) seguindo a mesma fórmula.
Enquanto Wolfenstein 3D não tinha recursos multijogador, Doom introduziu o modo de jogo mata-mata, que se concentrava no combate entre jogadores nos mapas do jogo. Outros jogos que o seguiram, incluindo Marathon, Duke Nukem 3D e os dois primeiros jogos da série Quake, também permitiam que essas partidas fossem disputadas on-line ou em uma rede local. No entanto, esses jogos ainda apresentavam um único jogador como o principal modo de jogo. Os primeiros jogos de tiro em arena propriamente ditos foram Unreal Tournament (1999), Turok: Rage Wars (1999) e Quake III Arena (1999). Esses jogos, em contraste com as edições anteriores de suas respectivas séries, concentravam-se em partidas multijogador, e o componente para um jogador concentrava-se em jogar os mesmos mapas multijogador com bots controlados por computador. Também foram introduzidos mais modos de jogo além do mata-mata padrão, incluindo o popular modo de capturar a bandeira.
Apesar de jogos de tiro em arena terem sido extremamente populares em 1999 e no início dos anos 2000, os jogos de tiro em arena perderam popularidade em comparação com outros subgêneros do gênero de tiro. Alguns jogos com elementos de "arena" foram lançados em meados da década de 2010, como Doom (2016) e Doom Eternal (2020), mas nenhum jogo do gênero foi lançado por grandes publicadoras.